# Brookit
Brookit (Lévy, 1825), chemický vzorec TiO2 (oxid titaničitý), je kosočtverečný minerál. Je to jedna ze tří v přírodě se vyskytujících modifikací oxidu titaničitého. Další dvě jsou: anatas a rutil.

Pojmenován podle: Henry James Brooke (1771–1857), anglický krystalograf a mineralog.

## Původ
Akcesorický minerál v žílách alpského typu. Dále v hydrotermálních žilkách metamorfních zón, v magmatických a silně metamorfovaných horninách (ruly, svory). Protože je odolný proti zvětrávání, nachází se také v rozsypech.

## Morfologie
Bipyramidální krystaly jsou často zploštělé podle {010}, takže mají tvar tabulek. Zřídka prizmatické.

## Vlastnosti
- Fyzikální vlastnosti: Tvrdost 5,5–6, křehký, hustota 4,1 g/cm³, štěpnost nedokonalá podle {120}, lom pololasturnatý.
- Optické vlastnosti: Barva: žlutohnědá, červenohnědá až černá. Lesk diamantový, polokovový, průhlednost: průhledný až průsvitný, vryp žlutobílý.
- Chemické vlastnosti: Složení: Ti 59,94 %, O 40,06 %, příměsi Fe, Nb, Ta. Nerozpustný v kyselinách, před dmuchavkou se netaví.

## Podobné minerály
ilmenit

## Využití
Výjimečně jako drahý kámen.

## Naleziště
Výskyt řídký (nejméně běžná forma oxidu titaničitého).
- Česko – Bobrůvka, Kutná Hora, Komňa (lom Bučník)
- Slovensko – Tisovec ve Slovenském rudohoří
- Švýcarsko – Sv. Gotthard, Amsteg
- Velká Británie – Tremadoc (Wales)
- Francie – Bourg d'Oisans
- Rusko – Mjas
- a další.